# NGC 590
NGC 590 је спирална галаксија у сазвежђу Андромеда која се налази на NGC листи објеката дубоког неба.
Деклинација објекта је + 44° 55' 45" а ректасцензија 1h 33m 40,7s. Привидна величина (магнитуда) објекта NGC 590 износи 13,0 а фотографска магнитуда 13,9. NGC 590 је још познат и под ознакама UGC 1109, MCG 7-4-3, CGCG 537-13, KCPG 37B, PGC 5808.